# 清水铺镇
清水铺镇，是中华人民共和国贵州省毕节市七星关区下辖的一个乡镇级行政单位。

## 行政区划
清水铺镇下辖以下地区：
清水村、太平村、宁家村、东山村、后山村、李家坪村、民族村、南沟村、红岩沟村、小垭村、发沙村、橙满园村、大地村、小沟村、大坪村和兰田村。